# Cantharis livida
Espèce
Cantharis livida, de son nom vernaculaire le téléphore livide, est une espèce d'insectes coléoptères de la famille des Cantharidae que l'on rencontre en Europe. Il mesure 1,3 à 1,5 cm de longueur.